# Kreuzkofel
Kreuzkofel är ett berg i Österrike.   Det ligger i distriktet Lienz och förbundslandet Tyrolen, i den centrala delen av landet, 300 km sydväst om huvudstaden Wien. Toppen på Kreuzkofel är 2 694 meter över havet. Kreuzkofel ingår i Lienzer Dolomiten.
Terrängen runt Kreuzkofel är huvudsakligen bergig, men den allra närmaste omgivningen är kuperad. Närmaste större samhälle är Lienz, 8,3 km norr om Kreuzkofel. 